# Phare de Ponta do Alcatraz
Le phare de Ponta do Alcatraz  est un phare situé à l'extrémité sud-ouest de l'île de Fogo, l'une des îles du groupe des Sotavento, au Cap-Vert. 
Ce phare géré par la Direction de la Marine et des Ports (Direcção Geral de Marinha e Portos ou DGMP) .

## Description
Ponta do Alcatraz est situé dans la région de Monte Vermelho près du village de Cova Figueira.
C'est une petite tour cylindrique blanche de 3 m de hauteur, avec une lanterne rouge.
Il émet, à une hauteur focale de 135 m, un éclat blanc par période de quatre secondes. Sa portée nominale est de 9 milles nautiques (environ 17 km).
Identifiant : ARLHS : CAP-... ; PT-2164 - Amirauté : D2904 - NGA : 113-24256 .

### Lien connexe
- Liste des phares au Cap-Vert